# إنترنت إكسبلورر
إنترنت إكسبلورر ((بالإنجليزية: Internet Explorer)‏، يُختصر إلى IE) أو سابقًا مايكروسوفت إنترنت إكسبلورر (بالإنجليزية: Microsoft Internet Explorer)‏، وتختصر إلى MSIE) أو ويندوز إنترنت إكسبلورر (بالإنجليزية: Windows Internet Explorer)‏، هي سلسلة من متصفحات الويب الرسومية التي طورتها مايكروسوفت وتم تضمينها في خط أنظمة تشغيل مايكروسوفت ويندوز، بدءًا من عام 1995. وقد تم إصدارها لأول مرة كجزء من حزمة الوظيفة الإضافية بلس! لنظام التشغيل ويندوز 95 [الإنجليزية] في ذلك العام. كانت الإصدارات اللاحقة متوفرة للتحميل مجانًا أو كحزمة خدمات، وتم تضمينها في إصدارات خدمة الشركة المصنعة للمعدات الأصلية (OEM) لنظام التشغيل ويندوز 95 والإصدارات الأحدث من ويندوز. توقف تطوير الميزات الجديدة للمتصفح في عام 2016 لصالح متصفحهم الجديد مايكروسوفت إيدج. نظرًا لأن إنترنت إكسبلورر هو أحد مكونات ويندوز ويتم تضمينه في إصدارات دورة الحياة طويلة المدى من ويندوز مثل ويندوز سيرفر 2019، فسيستمر في تلقي تحديثات الأمان حتى عام 2029 على الأقل. أعلنت مايكروسوفت في أغسطس 2020 أنه اعتبارًا من أغسطس 2021، لن تدعم منتجات مايكروسوفت 365 متصفح إنترنت إكسبلورر بعد الآن، مع انتهاء دعم مايكروسوفت تيمز في وقت سابق في نوفمبر 2020.
كان إنترنت إكسبلورر في يوم من الأيام أكثر مستعرضات الويب استخدامًا، حيث بلغ ذروته حوالي 95٪ من مشاركة الاستخدام بحلول عام 2003. جاء ذلك بعد أن إستخدمت مايكروسوفت سياسة التضمين لكسب حرب المتصفحات الأولى ضد نتسكيب، والذي كان المتصفح المُهيمن في التسعينيات. منذ ذلك الحين، تراجعت حصة استخدامه مع إطلاق فايرفوكس (2004) وجوجل كروم (2008)، ومع تزايد شعبية أنظمة التشغيل مثل أندرويد وآي أو إس التي لا تدعم إنترنت إكسبلورر.
تقديرات الحصة السوقية لبرنامج إنترنت إكسبلورر قدرت بحوالي 1.13٪ عبر جميع المنصات، أو حسب أرقام "ستاركونتر" في المرتبة الثامنة. على أجهزة الكمبيوتر التقليدية، وهي المنصة الوحيدة التي حظيت بنصيب كبير منها على الإطلاق، فقد احتلت المرتبة الخامسة بنسبة 2.55٪، بعد مايكروسوفت إيدج، خليفة إنترنت إكسبلورر. تفوق مايكروسوفت إيدج أولاً على إنترنت إكسبلورر بحصة السوق في نوفمبر 2019. احتل إنترنت إكسبلورر ومايكروسوفت إيدج معًا المرتبة الرابعة، بعد فايرفوكس، حيث كانا في السابق في المرتبة الثانية بعد جوجل كروم. -->
أنفقت مايكروسوفت أكثر من 100 مليون دولار أمريكي سنويًا على إنترنت إكسبلورر في أواخر التسعينيات، مع أكثر من 1000 شخص مشاركين في المشروع بحلول عام 1999.
تم أيضًا إنتاج إصدارات إنترنت إكسبلورر لأنظمة التشغيل الأخرى، بما في ذلك إصدار إكس بوكس 360 المُسمي إنترنت إكسبلورر إكس بوكس ولأنظمة أساسية التي لم تعد مايكروسوفت تدعمها: إنترنت إكسبلورر لنظام التشغيل ماك أو إس وإنترنت إكسبلورر يونكس [الإنجليزية] (سولاريس وإتش بي - يو إكس)، وإصدار مضمن يسمى إنترنت إكسبلورر بوكت، تم إعادة تسميته لاحقًا إنترنت إكسبلورر موبايل المصمم لنظام التشغيل ويندوز سي إي وويندوز فون وسابقًا، استنادًا إلى إنترنت إكسبلورر 7 لنظام ويندوز موبايل 7.
في 17 مارس 2015، أعلنت مايكروسوفت أن مايكروسوفت إيدج سيحل محل إنترنت إكسبلورر كمتصفح افتراضي على أجهزة ويندوز 10 الخاصة بها. جاعلاً إنترنت إكسبلورر 11 هو الاصدار الأخير فعليًا. ومع ذلك، يظل إنترنت إكسبلورر على نظامي التشغيل ويندوز 10 و ويندوز سيرفر 2019 بشكل أساسي لأغراض المؤسسات. منذ 12 يناير 2016، كان إنترنت إكسبلورر النسخة 11 الوحيد الذي لديه دعم رسمي للمستهلكين، انتهى الدعم الموسع لبرنامج إنترنت إكسبلورر النسخة 10 في 31 يناير 2020. يختلف الدعم بناءً على القدرات الفنية لنظام التشغيل ودورة حياة الدعم الخاصة به.
تم فحص المتصفح طوال فترة تطويره لاستخدامه تقنية الطرف الثالث (مثل الكود المصدري لـ موزايك، المستخدم بدون ملكية في الإصدارات المبكرة) وثغرات الأمان والخصوصية، وزعمت الولايات المتحدة والاتحاد الأوروبي [الإنجليزية] أن ذلك التكامل من إنترنت إكسبلورر مع ويندوز لم يحتسب منافسة عادلة للمتصفحات.

## التاريخ
بدأ مشروع إنترنت إكسبلورر في صيف 1994 بواسطة توماس ريردون.

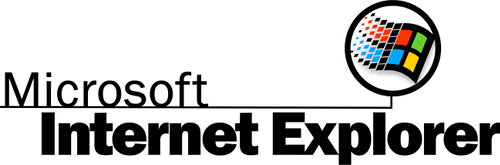
شعار المتصفح سنة 1995

### إنترنت إكسبلورر 1
ظهر لأول مرة في 16 أغسطس 1995. تم إصدار إنترنت إكسبلورر 1.5 بعد عدة أشهر وأضاف دعمًا لعرض الجدول الأساسي.

### إنترنت إكسبلورر 2
تم إصداره في 24 أغسطس 1996 (بعد الإصدار التجريبي 2.0 في نوفمبر 1995). وقد تميز بدعم ملفات تعريف الارتباط ومجموعات أخبار الإنترنت. صدر الإصدار 2.1 لنظام التشغيل ماك في أغسطس 1996، تم إطلاقه باثنتي عشرة لغة بما في ذلك اللغة الإنجليزية، النسخة 2.0i دعمت مجموعة الأحرف مزدوجة البايت.

### إنترنت إكسبلورر 3

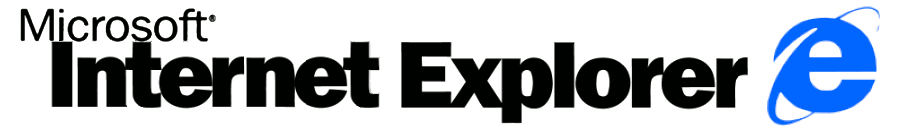
شعار انترنت اكسبلورر 1996-2001

تم إصداره في 13 أغسطس 1996، وأصبح أكثر شعبية من سابقيه. قدم دعمًا لعناصر تحكم وتطبيقات جافا الصغيرة والوسائط المتعددة المضمنة. جاء الإصدار 3 أيضًا مرفقًا ببريد الإنترنت والأخبار، في الأشهر التي أعقبت صدوره، اكتشف الباحثون والمتسللون عددًا من الثغرات الأمنية والخصوصية. تألف الفريق من حوالي 100 شخص خلال فترة التطوير التي استمرت ثلاثة أشهر. تم اكتشاف أول ثقب أمان رئيسي في 22 أغسطس 1996.

### إنترنت إكسبلورر 4
تم إصداره في سبتمبر 1997، وقد عمّق مستوى التكامل بين مستعرض الويب ونظام التشغيل الأساسي. ومع ذلك، فقد تعرض التكامل مع ويندوز للعديد من الانتقادات المتعلقة بالحزم.  تم تضمين هذا الإصدار أيضًا مع ويندوز 98. تمت إضافة ميزات جديدة تتيح لك حفظ واسترداد المشاركات في نماذج التعليقات التي لا تزال غير مستخدمة حتى اليوم. قدم إنترنت إكسبلورر 4.5 ميزات جديدة مثل تشفير 128 بت أسهل. كما قدم تحسينًا كبيرًا في الثبات مقارنة بالإصدارات السابقة ، لا سيما الإصدار 68 كيلو الذي كان عرضة بشكل خاص للتجميد.

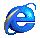
ايقونة انترنت اكسبلورر 1998

### إنترنت إكسبلورر 5
تم إطلاقه في 18 مارس 1999، وتم تضمينه لاحقًا في الإصدار الثاني من ويندوز 98 وجاء مع أوفيس 2000. تم إصدار إنترنت إكسبلورر 5.01 - وهو إصدار لإصلاح الأخطاء - في ديسمبر 1999. يتضمن ويندوز 2000 هذا الإصدار.  تبعه إنترنت إكسبلورر 5.5 في يوليو 2000، مما أدى إلى تحسين إمكانات معاينة الطباعة وواجهات برمجة التطبيقات للمطورين، تألف الفريق من أكثر من 1000 شخص بحلول عام 1999 بتمويل يصل إلى 100 مليون دولار أمريكي سنويًا.

### إنترنت إكسبلورر 6
تم إصدار إنترنت إكسبلورر 6 في 27 أغسطس 2001 قبل بضعة أشهر من ويندوز إكس بي. تضمن هذا الإصدار إطارات مضمنة مقيدة للمحتوى. تضمنت الميزات الجديدة الأخرى جمع الأخطاء وتغيير حجم الصورة تلقائيًا وشكل وإحساس جديد، كما قام بتحديث شعار "e الأزرق" الأصلي إلى لون أزرق أفتح ومظهر ثلاثي الأبعاد أكثر.

شعار انترنت اكسبلورر (2005-2011)

### إنترنت إكسبلورر 7
تم إصداره في 18 أكتوبر 2006 ويتضمن إصلاحات للأخطاء وتحسينات على دعمه لمعايير الويب والتصفح المبوب بمعاينة علامة التبويب وإدارتها ومربع بحث متعدد المحركات وقارئ موجز ويب ودعم اسم المجال الدولي ودعم شهادة التحقق من الصحة الممتد وفلتر مكافحة التصيد.

شعار انترنت اكسبلورر 2008

### إنترنت إكسبلورر 8
تم إصداره في 19 مارس 2009 وكان قيد التطوير منذ أغسطس 2007 على أبعد تقدير. في 5 مارس 2008 تم إصدار أول نسخة تجريبية عامة (بيتا 1) لعامة الناس. في 27 أغسطس 2008 تم إصدار الإصدار التجريبي الثاني العام (بيتا 2) وهو يشتمل على امتثال أكثر صرامة لمعايير الويب، تتضمن الميزات الأخرى ميزات خصوصية وعامل تصفية التصيد الاحتيالي.

### إنترنت إكسبلورر 9

شعار انترنت اكسبلورر 2011

تم إصداره في 14 مارس 2011. لديه جافا سكريبت أسرع والعرض المسرع للأجهزة. في 5 مايو 2010 تم إصدار معاينة النظام الأساسي الثانية، في 12 أغسطس 2010 أعلنت شركة مايكروسوفت أن الإصدار التجريبي العام سيتم إطلاقه في 15 سبتمبر 2010 في حدث خاص في سان فرانسيسكو مرتبط بفكرة "جمال الويب". في 15 سبتمبر 2010 أطلقت مايكروسوفت الإصدار التجريبي العام.

شعار انترنت اكبلورر 2012

### إنترنت إكسبلورر 10
لا يعمل هذا الإصدار مع ويندوز فيستا ولكن فقط مع ويندوز 7 والإصدارات التالية من نظام التشغيل ويندوز. تم
تم إصداره مع ويندوز 8 في عام 2012. تمكن مستخدمو ويندوز 7 تنزيل هذا الإصدار من فبراير 2013.

شعار انترنت اكسبلورر 2013

### الإصدار 11
آخر اصدار من المتصفح هو إنترنت إكسبلورر 11، تم إصداره في أكتوبر 2013 مع العلم بأن مايكروسوفت زودت الإصدار الأحدث ويندوز 10 بمتصفح جديد اسمه إيدج ويوجد في المصدر مقارنة بينهما 

## الميزات
تم تصميمه لعرض مجموعة كبيرة من صفحات الويب ولتوفير ميزات معينة داخل نظام التشغيل

## ملحقات غير قياسية
قدم مجموعة من الامتدادات الخاصة للعديد من المعايير  وقد أدى ذلك إلى ظهور عدد من صفحات الويب التي تبدو معطلة في متصفحات الويب المتوافقة مع المعايير، تشمل السلوكيات غير القياسية: دعم النص الرأسي ودعم مجموعة متنوعة من تأثيرات الصور  ودعم كود البرنامج النصي المبهم.

## التوسع
يكشف إنترنت إكسبلورر عن مجموعة من الواجهات التي تسمح للمكونات الأخرى بتوسيع وظائف المستعرض. تنقسم القابلية للتوسعة إلى نوعين: قابلية توسعة المستعرض وقابلية توسعة المحتوى. يمكن استخدام واجهات قابلية توسيع المستعرض لتوصيل المكونات لإضافة إدخالات قائمة السياق أو أشرطة الأدوات أو عناصر القائمة. يتم استخدام واجهات قابلية توسيع المحتوى بواسطة معالجات مختلفة لنوع المحتوى لإضافة دعم لتنسيقات المحتوى غير الأصلية. نظرًا لأن الوظائف الإضافية تتمتع بوصول أكثر امتيازًا إلى النظام يمكن تشغيل الوظائف الإضافية الضارة، وقد تم استخدامها بالفعل لخرق أمان النظام.

## إيقاف الدعم
في 17 أغسطس 2020، أعلنت مايكروسوفت أنها تنوي إيقاف الدعم التقني للمتصفح لآخر إصدار 11، وذلك بشكل تدريجي حيث سيتم إنهاء الدعم بشكل نهائي يوم 17 أغسطس 2021.

## روابط خارجية
- الموقع الرسمي

  - معمارية إنترنت إكسبلورر